# Navidad Bank

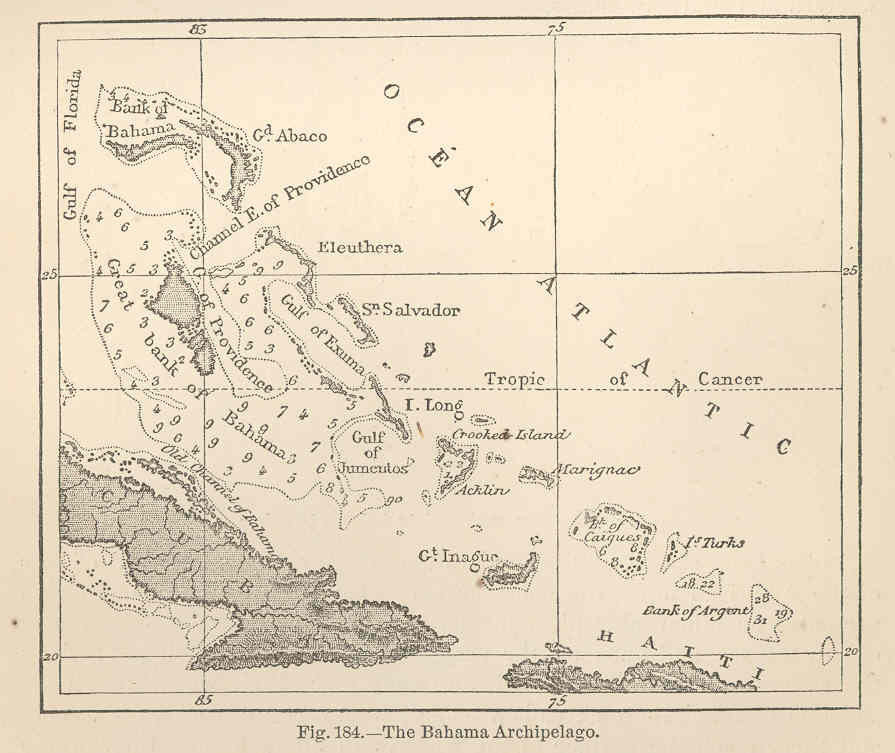
Il Navidad Bank nell'angolo in basso a destra in una mappa delle Bahamas del 1873.

Il Navidad Bank (in spagnolo: 'Banco de la Navidad') è un banco sommerso nell'Oceano Atlantico, a nord della Repubblica Dominicana ed a sud est delle Isole Turks e Caicos ed occupa un'area di circa 650 km².

## Geografia
Il Navidad Bank è un'area subacquea superficiale composta da corallo e sabbia che in alcune zone raggiunge quasi la superficie dell'oceano ma rimane comunque completamente sommersa. Come detto, occupa un'area di circa 650 km² e, durante la bassa marea, alcune sue aree possono apparire vicinissime alla superficie dell'acqua. La profondità è normalmente inferiore ai 36,6 m e c'è almeno un punto profondo soltanto 12,8 m situato nella parte ad est dell'estremità settentrionale del banco.
A causa della poca profondità delle sue acque, il Navidad Bank non è percorribile per navi troppo grandi, ma solo da piccole imbarcazioni i cui comandanti devono essere sempre all'erta. Durante i primi periodi coloniali, il Navidad Bank è infatti stato luogo di parecchi naufragi.
Quest'area è considerata parte della Repubblica Dominicana, così come il Silver Bank più a nord ovest. Il 14 ottobre 1986 la Repubblica Dominicana ha istituito il Silver and Navidad Bank Sanctuary (Santuario de los Bancos de la Plata y de la Navidad) per proteggere questa area, vero e proprio rifugio per i mammiferi marini. Il 5 luglio 1996, con un decreto presidenziale l'area è stata allargata e denominata "Santuario dei mammiferi marini" (Santuario de Mamíferos Marinos). Il Navidad Bank è da molto tempo un'area adibita al parto ed allo svezzamento per le megattere. 
Sia per questo che per la gran varietà di corallo qui presente, il Navidad Bank attira subacquei ed un turismo focalizzato sull'osservazione della vita marina.
Poco a nord ovest si trova il Silver Bank, separato dal Navidad Bank per mezzo del Navidad Bank Passage e posto anch'esso, come detto, sotto la giurisdizione della Repubblica Dominicana.
Geograficamente il Navidad Bank, il Silver Bank e il Mouchoir Bank, più a nord ovest, sono considerati una continuazione delle Bahamas.